# Góis

Freguesias do município de Góis

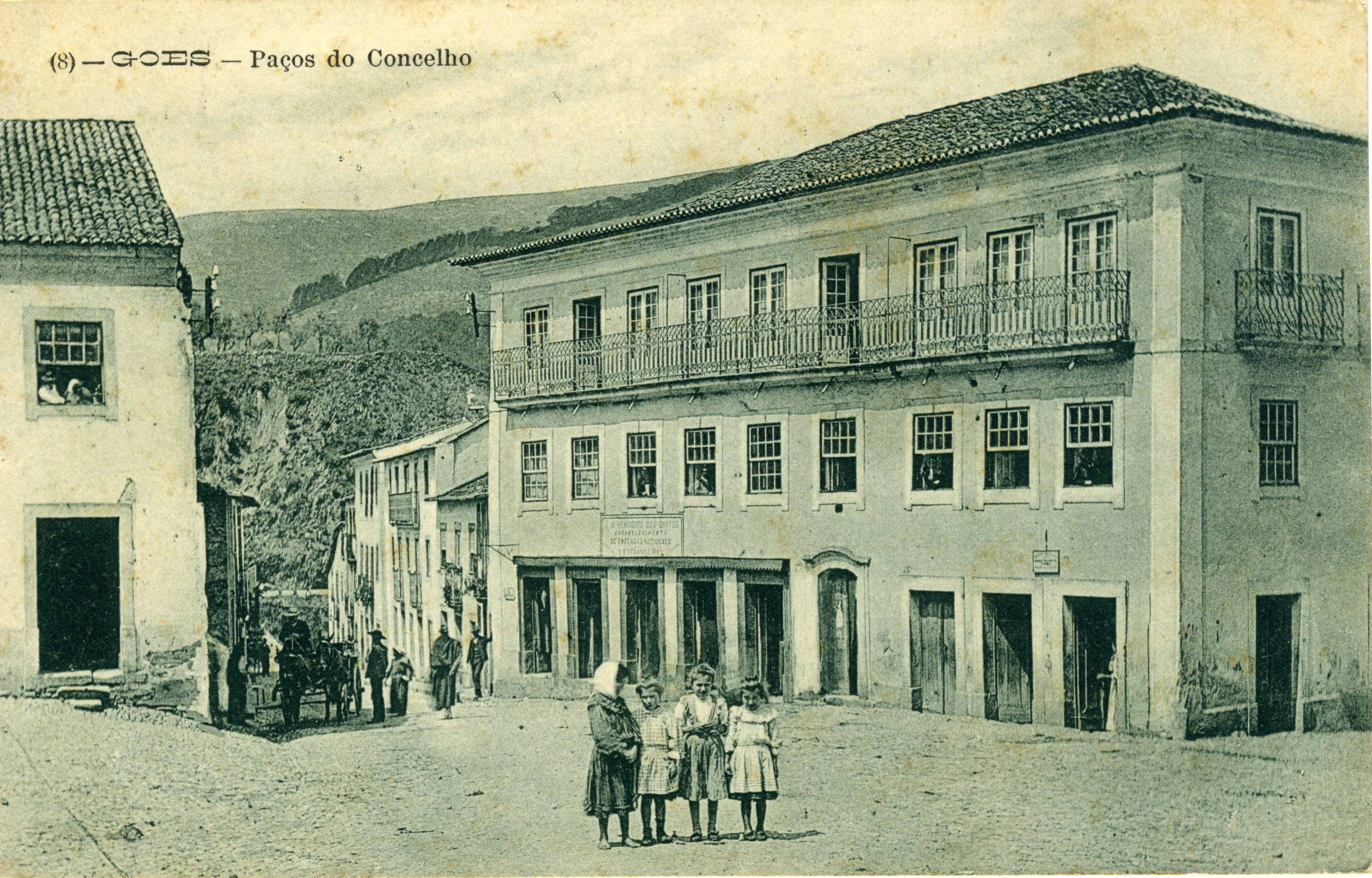
Postal antigo da vila de Goes (1910)

Algumas das praias fluviais do município de Góis são galardoadas com a Bandeira Azul anualmente

Góis (pronúncia em português: [ˈɡɔj] (escutarⓘ)) é uma vila portuguesa do Distrito de Coimbra, na histórica província da Beira Litoral e na antiga região do Centro (Região das Beiras), estando atualmente inserida na sub-região Região de Coimbra (NUT III), com menos de 2000 habitantes, e é banhada pelo rio Ceira, que nasce na Serra do Açor e desagua no rio Mondego. Encontra-se à cota média de 200m na bacia do Ceira, entre a Serra do Rabadão e a Serra do Carvalhal, em plena cordilheira da Serra da Lousã.
É sede do Município de Góis que tem 263,30 km² de área e 3.800 habitantes (2023), espalhados por quatro freguesias: Alvares, Cadafaz e Colmeal, Góis e Vila Nova do Ceira.
O município é limitado a norte pelo município de Arganil, a leste por Pampilhosa da Serra, a sudoeste por Pedrógão Grande e por Castanheira de Pera, a oeste pela Lousã e a noroeste por Vila Nova de Poiares. A vila beneficia da proximidade relativa de Coimbra e da proximidade de três eixos rodoviários portugueses como são o IC6, a norte do município (liga Coimbra à Covilhã), o IC8 a sul do município (estabelece a ligação da Figueira da Foz a Castelo Branco) e a A13 a sul do município (estabelece a ligação Coimbra até ao nó da A23 na Atalaia). Dista 40 km de Coimbra, 161 km do Porto e 224 km de Lisboa.

## História
A história secular de Góis e das terras ao redor revelam alguns momentos importantes. Há vestígios, nomeadamente a Pedra Letreira - monumento de arte rupestre composto por uma plataforma de xisto rebaixada, imóvel de interesse público - que explica a ocupação humana antes da Carta de Doação de Góis. Na verdade, a área tem vestígios de presença humana desde tempos muito antigos, incluindo a pré-história e o período romano.
Mais tarde, durante a Idade Média, mais precisamente em 13 de agosto de 1114, D. Teresa de Portugal, regente do Condado Portucalense, e o seu filho D. Afonso Henriques doaram os "castelos de Góis e de Bordeiro" a Anaia Vestrares e à sua esposa Ermesinda Martins, com o objetivo de as povoarem e desenvolverem. As terras de Góis eram, basicamente, uma montanha despovoada.
O nome Góis pode ter origem do germânico, do baixo latim gotes significando "montes pedregosos"; do basco 'Goieche', etimologicamente "casa de cima" ou do gótico gauja, via nome germânico Goi-.
Em 1708, relatava o Padre António Carvalho da Costa em seu livro:
Cinco léguas ao Nascente de Coimbra, em um tão profundo vale situado entre as terras do Rabadão e Carvalhal, está fundada a Vila de Góis, banhada pelo Rio Ceira, em cujas correntes se acha bastante ouro e se pescam boas trutas. Mandou-a povoar D. Anião Estrada, fidalgo ilustre natural das Astúrias e companheiro do Conde D. Henrique nas empreitadas do seu tempo. A este D. Anião Estrada deu El-Rey D. Afonso Henriques esta terra pelos anos de 1170 a qual possuiram os seus descendentes com o apelido Góis, onde um deles chamado Vasco Pires Farinha, fundou um grande Morgado, vindo por casamento aos Silveiras, condes de Sortelha, o qual hoje possui D. Luis de Lencastre conde de Vila Nova de Portimão. A esta Vila deu foral El-Rey D. Manuel por sentença da nova Relação em Lisboa a 20 de Maio de 1516. Tem uma Igreja Paroquial dedicada a Nossa Senhora da Assunção, e representa o Vigário da Igreja Matriz no seu termo, duas freguesias sendo uma delas com invocação de Nossa Senhora das Neves, no lugar de Cadafaz com treze aldeias anexas, e a segunda dedicada a S. Sebastião situada no lugar do Colmeal com nove aldeias anexas. Em todo este termo há treze Ermidas com muitas fontes de excelente água.
Seguiram-se como senhores de Góis, Martim Anião, que não teve descendência masculina e a sua irmã Maria herdou o senhorio. Casada com Gonçalo Dias de Góis, acabou este por ser senhor de Góis. Depois vieram Salvador Gonçalves de Góis, filho do anterior, Pedro Salvadores de Góis, filho do anterior e, por fim, em 1290, Vasco Pires Farinha redefine os limites das terras de Góis e assegura a sucessão do senhorio ao seu filho, Gonçalo Vasques de Góis, através de um testamento, consolidando assim o domínio sobre a região.
A primeira carta foral surge em 5 de janeiro de 1314, tendo sido assinada para regular os direitos e deveres dos moradores e do donatário, Gonçalo Vasques de Góis, com o objetivo de fomentar a população, defesa e cultivo das terras. Contudo, só a 20 de maio de 1516, D. Manuel I concedeu uma nova carta de foral a Góis, atualizando as regras e contratos anteriores estabelecidos entre os donatários e os habitantes. É esse documento que conta verdadeiramente para justificar a data de fundação do município.
Ainda no mesmo século, a 16 de novembro de 1560, foram criadas as paróquias de Cadafaz e Colmeal, com o consentimento do padroeiro Diogo da Silveira. Cerca de 200 anos depois, a 24 de outubro de 1855, o concelho de Alvares foi extinto, passando a freguesia, ficando incorporada no concelho (atual município) de Góis, enquanto a freguesia de Portela do Fojo passou a pertencer ao concelho de Pampilhosa da Serra.
Pelo Decreto n.º 13833, de 23 de junho de 1927, a freguesia Várzea de Góis passou a chamar-se Vila Nova do Ceira. Anteriormente, tinha sido a freguesia de S. Pedro da Várzea.
Com o fim do Estado Novo, devido à revolução de 25 de Abril de 1974, a democracia instalada permitiu que o poder local fosse reforçado, ganhando mais direitos, mas também mais obrigações. A qualidade de vida dos habitantes do município de Góis melhorou significativamente.

## Freguesias
O município de Góis está dividido nas seguintes quatro freguesias:
- Alvares
- Cadafaz e Colmeal
- Góis
- Vila Nova do Ceira

## Património
- Igreja Matriz de Góis (séc. XV-XIX) e túmulo de D. Luís da Silveira –  Monumento Nacional
- Pedra Letreira (Arte Rupestre)
- Ponte real (séc. XVI)
- Capela do Mártir S. Sebastião (Séc. XVIII)
- Paços do Concelho – antiga Casa da Quinta (séc. XVII)
- Igreja da Misericórdia
- Capela do Castelo
- Fonte do pombal (séc. XVI)
- Quinta da Capela

## Economia
O município, que engloba 190 povoações, é predominantemente silvícola e rural, caracterizando-se por uma agricultura e pastorícia de subsistência, que persistem na atualidade, complementadas com  outras atividades económicas. Na zona industrial, encontram-se, por exemplo, fábricas de alumínio, de candeeiros, de mármores e uma serralharia. Góis possui cinco polos industriais localizados nas 
freguesias de Alvares, Góis e Vila Nova do Ceira.
O município de Góis possuí cerca de 1400 indivíduos economicamente ativos, sendo que o setor terciário emprega o maior número de população. Quanto à dimensão das empresas, no concelho predominam as empresas de pequena dimensão, com menos de 10 trabalhadores, representando 98% do tecido empresarial.
Historicamente, entre 1912 e 1992, Góis investiu no fabrico de papel, pela Companhia de Papel de Góis, a maior empresa de que há memória no município. A fábrica, cujas ruínas ainda se podem ver, estava sediada na aldeia de Ponte de Sótão.

## Gastronomia
A Região de Coimbra recebeu o título "Região Europeia de Gastronomia 2021", uma distinção atribuída pelo Instituto Internacional de Gastronomia, Cultura, Artes e Turismo.
Entre os pratos tradicionais do concelho estão a Sopa de Presunto, a Tibornada, as Trutas à moda do Ceira, o Cabrito do Sinhel, o Bucho Tradicional e as Gamelinhas. Também é usual comer-se Chanfana de Cabra Velha. O azeite, a broa, o queijo, o mel e a castanha são outros alimentos obrigatórios nas mesas desta localidade beirã.

## Arte e Cultura
O Ecomuseu Tradições do Xisto de Góis, uma estrutura aberta e ativa sobre as tradições e a cultura serrana, a par com a conservação da natureza, centrado nas Aldeias do Xisto de Góis (Aigra Nova, Aigra Velha, Comareira e Pena) que estão situadas na Serra da Lousã, com uma localização privilegiada, dispondo de fáceis vias de acesso.
Na obra "Caminhos Marianos", da autoria de Marco Daniel Duarte, pode encontrar-se o Caminho VI - Entre Oliveira do Hospital e Penacova, no qual é feita uma referência a Góis, cuja Igreja Matriz é dedicada a Santa Maria, um capítulo com o tema "Sob o patrocínio de Santa Maria: A multissecular cultura erudita e popular" (pp. 127 a 155).
O Município de Góis, em parceria com a Associação Calçada, a Associação de Municípios da Beira Serra e os municípios de Arganil e da Pampilhosa da Serra, aceitaram fazer parte, em 1999, do projecto "Campo Stella", um projeto de cariz religioso, associado aos Caminhos de Santiago de Compostela. Contudo, o trabalho apresentado no seu todo não foi executado, subsistindo exclusivamente a simbologia adotada, como memória da sua missão, que no caso de Góis é apenas a "Espada" ou "Cruz".
O jornal O Varzeense, quinzenário católico e regionalista de Vila Nova do Ceira, é atualmente o único veículo de comunicação social de todo o município. Com direção editorial a cargo do padre Orlando José Guerra Henriques, o periódico, fundado a 15 de março de 1963, chega à população, maioritariamente, por assinatura e através do envio pelo correio.

## Turismo
Atravessado pelo rio Ceira, delimitado e separado da Beira Serra Interior, pela Serra da Lousã e pela Serra do Açor, o município de Góis está incluído na área designada por Zona Serrana, a mais interiorizada da Beira Litoral, cobrindo 39% da área rural do distrito de Coimbra, onde predominam as grandes altitudes, encostas extensas e muito declivosas.
A praia fluvial Peneda - Pêgo Escuro ostenta Bandeira Azul há diversos anos, inclusive para 2024. Anteriormente, a outra muito frequentada praia do concelho - Canaveias - tem vindo a receber o prémio no passado, mas, atualmente, e apesar de ter outras distinções como “Praia Acessível – Praia para Todos!” ou “Qualidade de Ouro”, não a tem hasteada. Por último, a Praia Fluvial de Alvares foi candidata, pela primeira vez, ao galardão Bandeira Azul para 2024, mas não conseguiu conquistá-lo.
O Góis Moto Clube organiza, durante o mês de agosto e há mais de 30 anos, uma das maiores concentrações motards do país, no Parque Natural de MotoTurismo.
A rota da mítica Estrada Nacional 2 (EN 2), que atravessa Portugal de Norte a Sul e é considerada a estrada de maior extensão do país, com início em Chaves, no km 0, e término em Faro, no km 738,5, corta o município de Góis ao meio, com o início do troço ao km 262 em Vila Nova do Ceira e o seu final ao km 308 no Amioso Fundeiro. Uma curiosidade: o ponto médio da EN2 - marco 300 - localiza-se na freguesia de Alvares.
Miradouros com baloiços e locais de selfies é outra das coisas que podem ser encontradas no município de Góis. O Baloiço do Castelo, localizado em plena Vila de Góis, no parque do Castelo, apresenta uma vista magnífica sobre o Centro Histórico da Vila. O Baloiço dos Penedos, rodeado pelo imenso verde serrano, está nos Penedos de Góis, escarpados. O Miradouro da EN2, datado de 1941, onde se pode apreciar a vila de Góis e, por fim, o Naturally Góis, localizado no Rabadão, em plena comunhão com a natureza.
Em 2022, abriram ao público os Passadiços do Cerro da Candosa, um percurso de aproximadamente 1,2 km (ida e volta) que percorre um dos locais mais enigmáticos de Vila Nova do Ceira. As fragas quartzíticas onde se ergue a Capela de Nossa Senhora da Candosa integram a crista que atravessa toda a região e se estende entre os Penedos de Góis e a Serra do Buçaco. O município possui ainda os Passadiços da Peneda que partem daquela praia fluvial, no centro da sede do município, e sobe ao longo rio Ceira.
A vila tem parque de campismo municipal desde 1994 que foi concessionado à empresa Trans Serrano em 2015, passando a designar-se “Góis Camping”. Tem capacidade para cerca de 350 pessoas e, nas suas infraestruturas, conta com uma estação de serviço para autocaravanas.
Góis é um município de tradições com a celebração dos Santos Populares como o Santo António (13 de junho) e São João (24 de junho), mas também a celebrar o dia de Todos os Santos (1 de novembro) com a Feira dos Santos, do Mel e da Castanha e, ainda, no Carnaval. Nas Aldeias do Xisto que se situam no município acontece a tradicional Corrida do Entrudo, com os foliões trajados a rigor a fazer diabruras pelas aldeias, ocultos pela Máscara de Cortiça, imagem de marca do Entrudo de Góis.

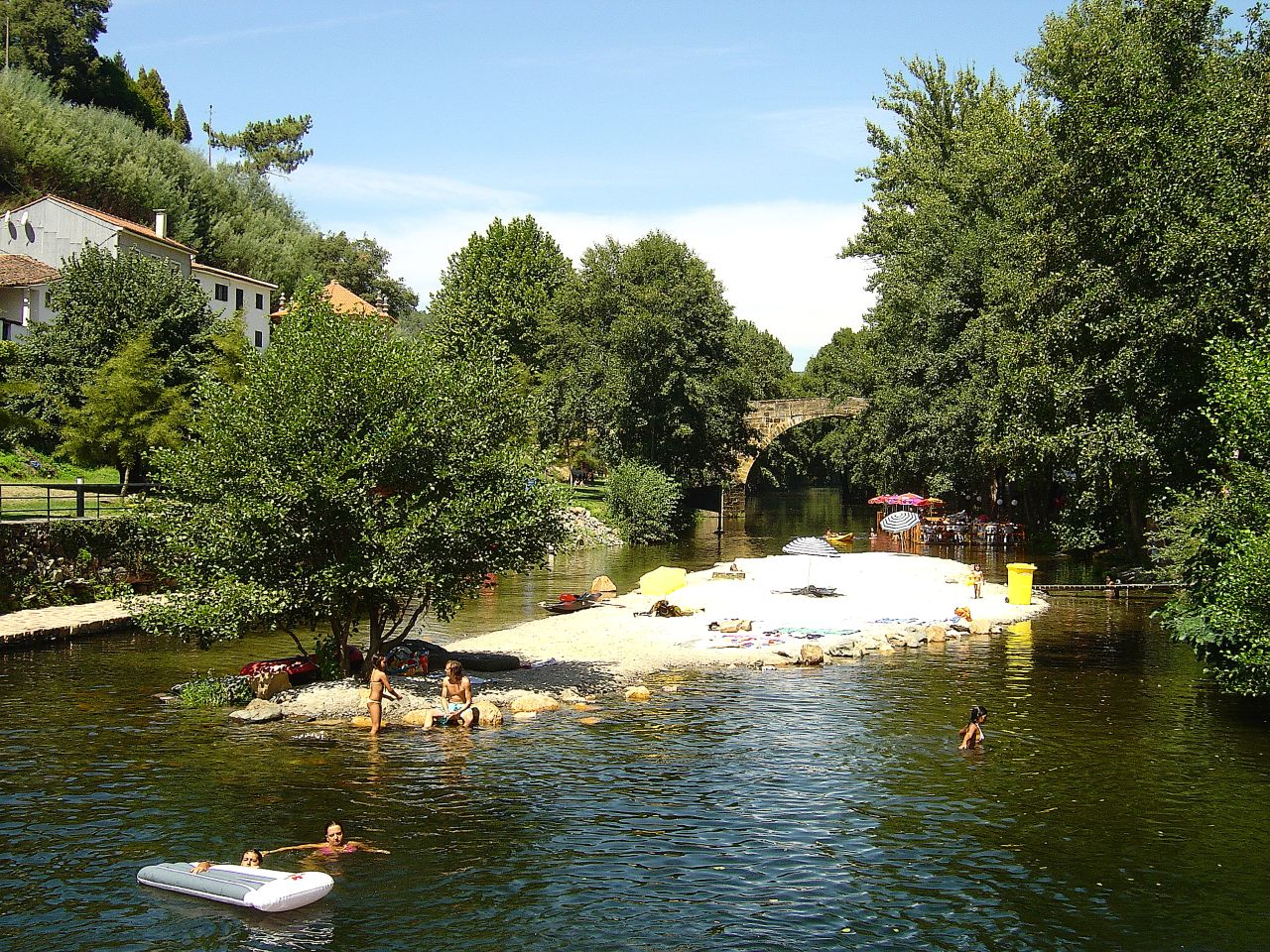
Praia Fluvial da Peneda/Pego Escuro em pleno rio Ceira
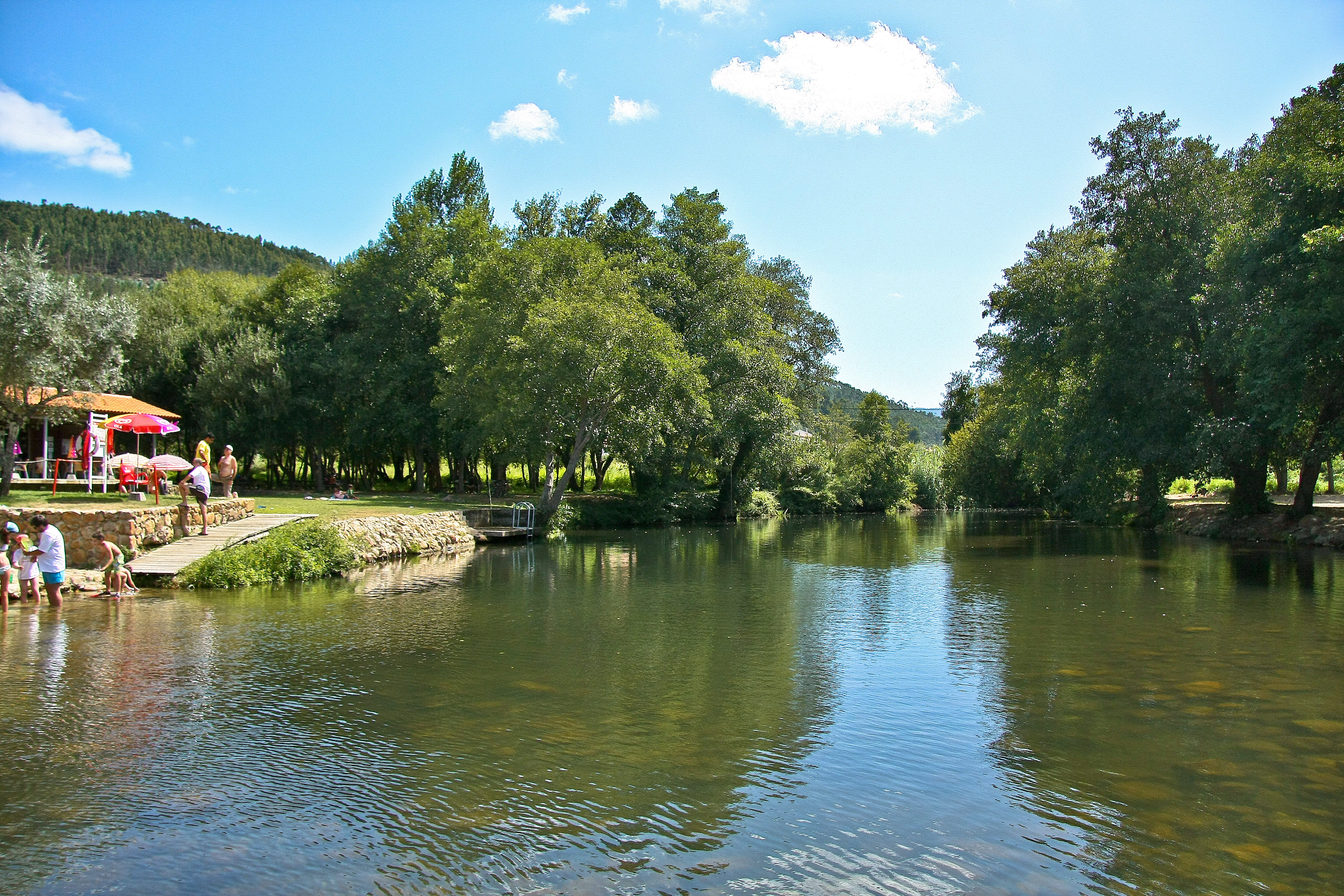
Praia Fluvial das Canaveias

## Política

### Eleições autárquicas[27]
| Data | %     | V     | %       | V       | %       | V       | %            | V            | %              | V   | %              | V   | %              | V       | Participação |                |
| Data | PS    | PS    | PPD/PSD | PPD/PSD | CDS-PP  | CDS-PP  | FEPU/APU/CDU | FEPU/APU/CDU | PRD            | PRD | GCE            | GCE | PSD-CDS        | PSD-CDS | Participação |                |
| ---- | ----- | ----- | ------- | ------- | ------- | ------- | ------------ | ------------ | -------------- | --- | -------------- | --- | -------------- | ------- | ------------ | -------------- |
| Data | 1976  | 45,66 | 3       | 26,10   | 1       | 17,56   | 1            | 3,12         | -              |     |                |     |                |         |              | 45,79 / 100,00 |
| 1979 | 35,84 | 2     | 53,16   | 3       |         |         | 5,81         | -            | 62,92 / 100,00 |     |                |     |                |         |              |                |
| 1982 | 42,66 | 3     | 40,18   | 2       | 9,61    | -       | 2,46         | -            | 67,78 / 100,00 |     |                |     |                |         |              |                |
| 1985 | 57,83 | 3     | 36,58   | 2       |         |         | 1,30         | -            | 69,79 / 100,00 |     |                |     |                |         |              |                |
| 1989 | 48,38 | 3     | 38,54   | 2       | 1,85    | -       | 7,41         | -            | 68,31 / 100,00 |     |                |     |                |         |              |                |
| 1993 | 51,11 | 3     | 42,45   | 2       | 1,74    | -       |              |              | 70,81 / 100,00 |     |                |     |                |         |              |                |
| 1997 | 67,11 | 4     | 25,76   | 1       | 1,38    | -       | 0,82         | -            | 69,89 / 100,00 |     |                |     |                |         |              |                |
| 2001 | 56,19 | 3     | 36,98   | 2       | 0,98    | -       | 1,90         | -            | 72,47 / 100,00 |     |                |     |                |         |              |                |
| 2005 | 55,16 | 3     | 36,28   | 2       | 1,03    | -       | 2,17         | -            | 69,27 / 100,00 |     |                |     |                |         |              |                |
| 2009 | 51,45 | 3     | 43,55   | 2       |         |         | 1,10         | -            | 73,02 / 100,00 |     |                |     |                |         |              |                |
| 2013 | 47,37 | 3     |         |         | 3,13    | -       | 1,14         | -            | 42,07          | 2   | 70,21 / 100,00 |     |                |         |              |                |
| 2017 | 36,06 | 2     | CDS-PP  | CDS-PP  | PPD/PSD | PPD/PSD | 0,69         | -            | 30,88          | 2   | 29,10          | 1   | 75,71 / 100,00 |         |              |                |
| 2021 | 18,66 | 1     | 40,41   | 2       | 2,41    | -       | 3,01         | -            | 32,27          | 2   |                |     | 73,41 / 100,00 |         |              |                |

### Eleições legislativas
| Ano  | %     | %     | %     | %    | %     | %     | %        | %     | %    | %     | %    | %   | %       | % | %  | %  |
| Ano  | PS    | PSD   | CDS   | PCP  | UDP   | AD    | APU/ CDU | FRS   | PRD  | PSN   | B.E. | PAN | PSD CDS | L | CH | IL |
| ---- | ----- | ----- | ----- | ---- | ----- | ----- | -------- | ----- | ---- | ----- | ---- | --- | ------- | - | -- | -- |
| 1976 | 34,31 | 29,22 | 15,00 | 2,34 | 0,91  |       |          |       |      |       |      |     |         |   |    |    |
| 1979 | 33,77 | AD    | AD    | APU  | 0,86  | 49,77 | 4,01     |       |      |       |      |     |         |   |    |    |
| 1980 | FRS   | AD    | AD    | APU  | 0,40  | 55,03 | 3,07     | 31,84 |      |       |      |     |         |   |    |    |
| 1983 | 48,33 | 30,62 | 11,76 | APU  | 0,63  |       | 3,18     |       |      |       |      |     |         |   |    |    |
| 1985 | 39,08 | 31,78 | 9,68  | APU  | 0,75  | 3,10  | 9,02     |       |      |       |      |     |         |   |    |    |
| 1987 | 32,16 | 53,00 | 4,44  | CDU  | 0,26  | 1,98  | 1,32     |       |      |       |      |     |         |   |    |    |
| 1991 | 29,75 | 59,71 | 2,50  | CDU  |       | 1,36  | 0,72     | 1,29  |      |       |      |     |         |   |    |    |
| 1995 | 50,58 | 41,08 | 3,18  | CDU  | 0,44  | 0,85  |          | 0,16  |      |       |      |     |         |   |    |    |
| 1999 | 53,92 | 35,40 | 3,35  | CDU  |       | 1,45  |          | 0,85  |      |       |      |     |         |   |    |    |
| 2002 | 44,37 | 44,47 | 4,53  | CDU  | 1,88  | 1,12  |          |       |      |       |      |     |         |   |    |    |
| 2005 | 51,63 | 34,59 | 4,05  | CDU  | 1,65  | 2,97  |          |       |      |       |      |     |         |   |    |    |
| 2009 | 43,81 | 35,51 | 5,07  | CDU  | 2,27  | 7,34  |          |       |      |       |      |     |         |   |    |    |
| 2011 | 36,58 | 43,37 | 6,08  | CDU  | 2,39  | 3,06  | 0,76     |       |      |       |      |     |         |   |    |    |
| 2015 | 40,08 | CDS   | PSD   | CDU  | 2,96  | 6,29  | 0,55     | 41,40 | 0,32 |       |      |     |         |   |    |    |
| 2019 | 44,07 | 29,71 | 2,19  | CDU  | 1,89  | 9,12  | 2,09     |       | 0,75 | 1,00  | 0,60 |     |         |   |    |    |
| 2022 | 46,85 | 35,61 | 1,19  | CDU  | 1,33  | 4,15  | 0,91     | 0,81  | 3,57 | 1,67  |      |     |         |   |    |    |
| 2024 | 36,28 | AD    | AD    | CDU  | 33,57 | 1,80  | 4,10     | 1,31  | 0,99 | 13,79 | 2,25 |     |         |   |    |    |

## Evolução da população do município
De acordo com os dados do INE, o distrito de Coimbra registou em 2021 um decréscimo populacional na ordem dos 5,0% relativamente aos resultados do censo de 2011. No concelho de Góis esse decréscimo rondou os 10,5%.
| Número de habitantes | Número de habitantes | Número de habitantes | Número de habitantes | Número de habitantes | Número de habitantes | Número de habitantes | Número de habitantes | Número de habitantes | Número de habitantes | Número de habitantes | Número de habitantes | Número de habitantes | Número de habitantes | Número de habitantes | Número de habitantes |
| -------------------- | -------------------- | -------------------- | -------------------- | -------------------- | -------------------- | -------------------- | -------------------- | -------------------- | -------------------- | -------------------- | -------------------- | -------------------- | -------------------- | -------------------- | -------------------- |
| 1864                 | 1878                 | 1890                 | 1900                 | 1911                 | 1920                 | 1930                 | 1940                 | 1950                 | 1960                 | 1970                 | 1981                 | 1991                 | 2001                 | 2011                 | 2021                 |
| 10 305               | 11 245               | 10 895               | 11 891               | 12 974               | 12 616               | 12 230               | 12 488               | 11 103               | 9 744                | 6 955                | 6 434                | 5 372                | 4 861                | 4 260                | 3 811                |

(Obs.: Número de habitantes "residentes", ou seja, que tinham a residência oficial neste município à data em que os censos se realizaram)
| Número de habitantes por grupo rtário | Número de habitantes por grupo rtário | Número de habitantes por grupo rtário | Número de habitantes por grupo rtário | Número de habitantes por grupo rtário | Número de habitantes por grupo rtário | Número de habitantes por grupo rtário | Número de habitantes por grupo rtário | Número de habitantes por grupo rtário | Número de habitantes por grupo rtário | Número de habitantes por grupo rtário | Número de habitantes por grupo rtário | Número de habitantes por grupo rtário | Número de habitantes por grupo rtário |
| ------------------------------------- | ------------------------------------- | ------------------------------------- | ------------------------------------- | ------------------------------------- | ------------------------------------- | ------------------------------------- | ------------------------------------- | ------------------------------------- | ------------------------------------- | ------------------------------------- | ------------------------------------- | ------------------------------------- | ------------------------------------- |
|                                       | 1900                                  | 1911                                  | 1920                                  | 1930                                  | 1940                                  | 1950                                  | 1960                                  | 1970                                  | 1981                                  | 1991                                  | 2001                                  | 2011                                  | 2021                                  |
| 0-14 Anos                             | 4 034                                 | 4 327                                 | 4 065                                 | 4 203                                 | 3 890                                 | 3 143                                 | 2 500                                 | 1 495                                 | 1 240                                 | 840                                   | 580                                   | 467                                   | 316                                   |
| 15-24 Anos                            | 1 795                                 | 2 218                                 | 2 127                                 | 2 212                                 | 2 143                                 | 1 842                                 | 1 454                                 | 835                                   | 798                                   | 587                                   | 551                                   | 354                                   | 314                                   |
| 25-64 Anos                            | 4 674                                 | 5 031                                 | 5 119                                 | 4 977                                 | 5 074                                 | 4 831                                 | 4 442                                 | 3 140                                 | 2 864                                 | 2 385                                 | 2 175                                 | 1 989                                 | 1 743                                 |
| = ou > 65 Anos                        | 990                                   | 878                                   | 950                                   | 1 016                                 | 1 063                                 | 1 207                                 | 1 348                                 | 1 235                                 | 1 532                                 | 1 560                                 | 1 555                                 | 1 450                                 | 1 438                                 |

(Obs: De 1900 a 1950 os dados referem-se à população "de facto", ou seja, que estava presente no município à data em que os censos se realizaram. Daí que se registem algumas diferenças relativamente à designada população residente)

## Goienses ilustres
- António Alberto Torres Garcia
- António Francisco Barata - escritor e ex-director da Biblioteca de Évora
- Horácio Nogueira - padre e escritor
- Anselmo dos Santos Ferreira, conhecido por “Elmanso Beirão” - poeta
- Mário Nogueira Ramos - advogado e antigo presidente da Câmara Municipal de Góis
- António Simões Lopes - economista
- António Fernandes de Almeida Júnior - preso político do Estado Novo

## Geminações
A vila de Góis é geminada com as seguintes cidades:
- São Paulo, Brasil - 6 de julho de 2000[32]
- Oroso, Espanha - 21 de setembro de 2007[33]